# The Power to Believe
| 총 점수         | 총 점수  |
| 출처            | 점수     |
| --------------- | -------- |
| 메타크리틱      | 72/100   |
| 평가 점수       |          |
| 출처            | 점수     |
| AllMusic        | [ 3 ]    |
| BBC             | Positive |
| Mojo            | [ 5 ]    |
| Pitchfork       | 6.3/10   |
| Rolling Stone   | [ 7 ]    |
| Stylus Magazine | 6.5/10   |

《The Power to Believe》는 영국의 프로그레시브 록 밴드 킹 크림슨의 열세 번째이자 가장 최근의 스튜디오 음반이다. 2003년 3월 4일, 생츄어리 레코드를 통해 발매되었으며, 여러 비평가들이 높아진 공격성을 높이 평가하면서 전반적으로 호평을 받았다. 이 음반은 로버트 프립, 아드리안 벨류, 트레이 건, 팻 마스텔로토의 콰르텟을 수록한 두 번째이자 마지막 음반이다. 《The Power to Believe》는 EP 《Happy with What You Have to Be Happy With》(2002년)에 앞서 발표되었으며, 이 음반은 대체 트랙과 미공개 트랙을 특징으로 한다.

## 배경
2001년 툴 투어 오프닝 이후, 킹 크림슨은 두 번째 음반을 위해 네 곡의 구조를 다듬고 집중하였다. 2003년에 발매되기 전, 《The Power to Believe》는 《Level Five》 (2001년)와 《Happy With What You Have to Be Happy With》 (2002년)의 뒤를 이어 진행 중인 작업으로 기능한 두 EP가 음반에 대해 공개했는데, 프립은 이를 "3년간의 범죄의 정점"이라고 표현했다. 《Level Five》는 정규 음반에 수록될 두 곡을 라이브로 발매한 반면, 《Happy With What You Have to Be Happy With》는 1994년 《VROOOM》과 1995년 《THRAK》과 마찬가지로 한정판 스튜디오 발매로, 이번 음반의 수록곡의 대체 버전과 초기 버전을 선보였다.

## 구성 및 작곡
원래 이름은 《Nuovo Metal》이었지만, 《The Power to Believe》는 킹 크림슨의 이전 음반인 2000년 《The ConstruKction of Light》의 공격적이고 때때로 산업적인 실험을 계속했고, 몇몇 비평가들은 그 무게를 높이 평가했다. 이전 음반과 마찬가지로 《The Power to Believe》는 킹 크림슨과 함께 4곡으로 녹음되었다.
이 음반의 제목은 《The Power to Believe》에서 따왔다. 이 문구는 원래 아드리안 벨류의 1996년 솔로 음반 《Op Zop Too Wah》의 〈All Her Love Is Mine〉에 수록되었다. 이 음반의 두 번째 트랙인 〈Level Five〉는 1973년 음반 《Larks' Tongues in Aspic》의 1, 2부로 시작된 〈Larks' Tongues in Aspic〉 모음곡의 다섯 번째이자 마지막 엔트리로 활동한다. 올뮤직의 린제이 플래너는 〈Level Five〉는 "툴, 미니스트리, 나인 인치 네일스, KMFDM과 같은 것으로 쉽게 오인될 수 있을 정도로 강렬하다"고 썼다.

## 재발매
2019년, 킹 크림슨은 《The Power to Believe》가 "40주년 기념일" 발매 일정의 열다섯 번째이자 마지막 단계가 될 것이라고 발표했다. 이 음반의 고급스럽고 확장된 마스터는 무손실 5.1 서라운드 사운드와 함께 하이레스 스테레오 오디오로 발매되었다.

## 곡 목록
모든 곡들은 아드리안 벨류, 로버트 프립, 트레이 건 그리고 팻 마스텔로토에 의해 작사/작곡하였다.
| #   | 제목                                                  | 재생 시간 |
| --- | ----------------------------------------------------- | --------- |
| 1.  | 〈The Power to Believe I: A Cappella〉                | 0:44      |
| 2.  | 〈Level Five (기악)〉                                 | 7:17      |
| 3.  | 〈Eyes Wide Open〉                                    | 4:08      |
| 4.  | 〈Elektrik (기악)〉                                   | 7:59      |
| 5.  | 〈Facts of Life: Intro (기악)〉                       | 1:38      |
| 6.  | 〈Facts of Life〉                                     | 5:05      |
| 7.  | 〈The Power to Believe II: Power Circle〉             | 7:43      |
| 8.  | 〈Dangerous Curves (기악)〉                           | 6:42      |
| 9.  | 〈Happy with What You Have to Be Happy With〉         | 3:17      |
| 10. | 〈The Power to Believe III: Deception of the Thrush〉 | 4:09      |
| 11. | 〈The Power to Believe IV: Coda〉                     | 2:29      |